# Paratenerrhynchus triplex
Paratenerrhynchus triplex är en plattmaskart som beskrevs av Brunet 1972. Paratenerrhynchus triplex ingår i släktet Paratenerrhynchus och familjen Koinocystididae. Inga underarter finns listade i Catalogue of Life.